# Hylaeus meridianus
Hylaeus meridianus là một loài Hymenoptera trong họ Colletidae. Loài này được Yasumatsu & Hirashima mô tả khoa học năm 1965.